# Alsnö hus

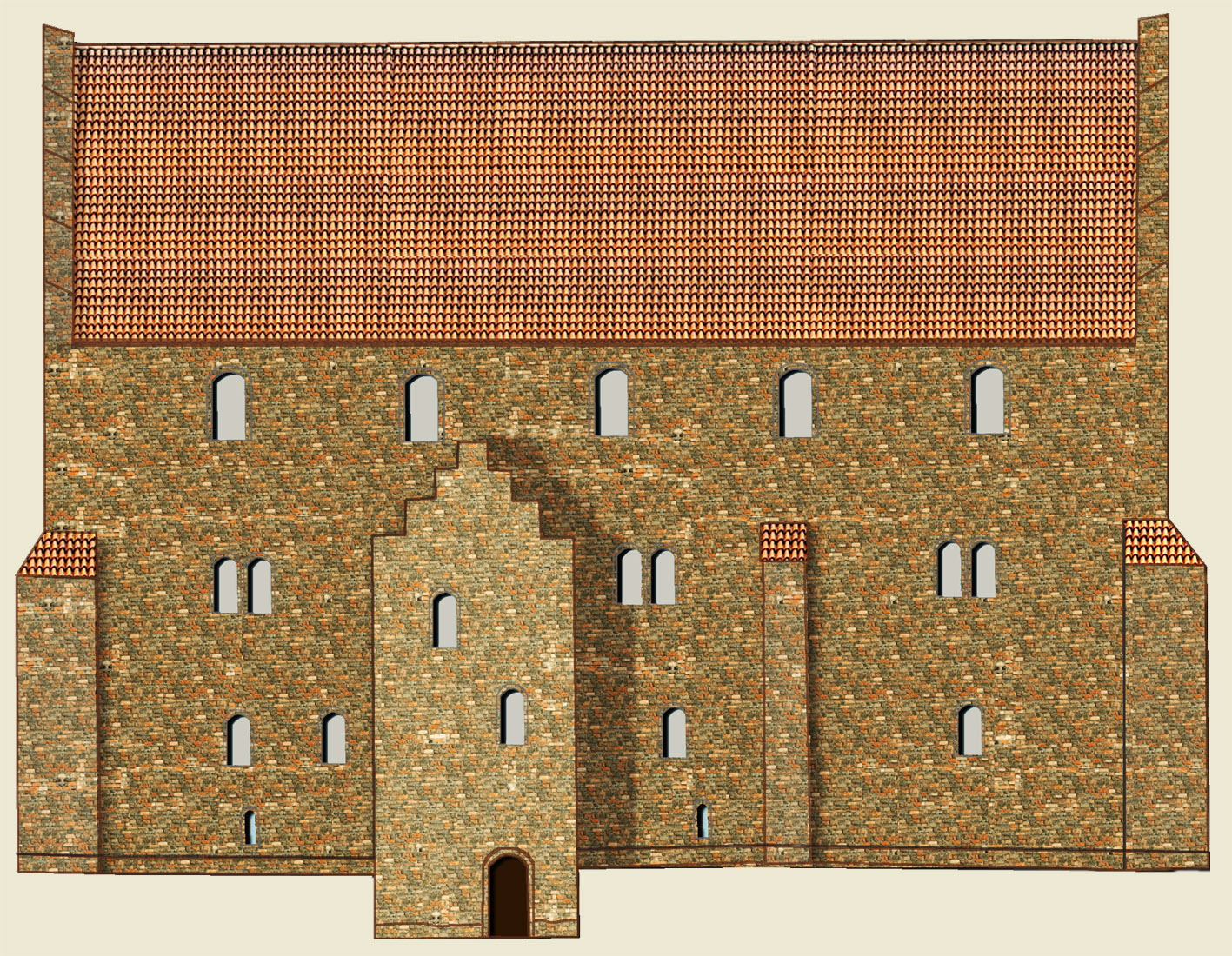
Rekonstruktion durch das Fotevikens Museum, ca 1280

Alsnö hus ist die Ruine eines königlichen Palastes aus dem Mittelalter auf der Insel Adelsön im Mälaren, nordwestlich von Stockholm.  Alsnö hus  gehört zu Hovgården, das zusammen mit dem benachbarten Birka seit 1993 ein UNESCO-Welterbe ist.

## Geschichte
Der Name wird erstmals im Jahre 1200 schriftlich  als „mansionem regiam Alsnu“ erwähnt, also als ein „Haus von ungewöhnlicher Größe“. Um 1270 ließ Magnus Ladulås dieses Gebäude mit einem stattlichen Sommer-Palast aus Backstein ersetzen. Laut gewisser Quellen war Magnus Ladulås Bruder, Valdemar Birgersson, der ursprüngliche Bauherr, aber Magnus übernahm schnell das Projekt.
Auf Alsnö hus verabschiedete Magnus Ladulås im Jahr 1279 die Satzung von Alsnö, mit der der Stand des Adels in Schweden eingeführt wurde.

## Das Ende von Aslnö hus
Schon Ende des 14. Jahrhunderts kam das Ende für Alsnö hus. Möglicherweise ist der Palast von Vitalienbrüdern gebrandschatzt worden, die zu jener Zeit im Ostseeraum wüteten. Dass Kämpfe stattgefunden hatten, zeigten Ausgrabungen während der Jahre 1916 bis 1918; dabei fand man, dass der Hügel mit Armbrust-Pfeilspitzen übersät war. Heute existieren nur noch kleine Reste der Grundmauern auf einer Anhöhe nordöstlich der Kirche von Adelsö.

## Bilder

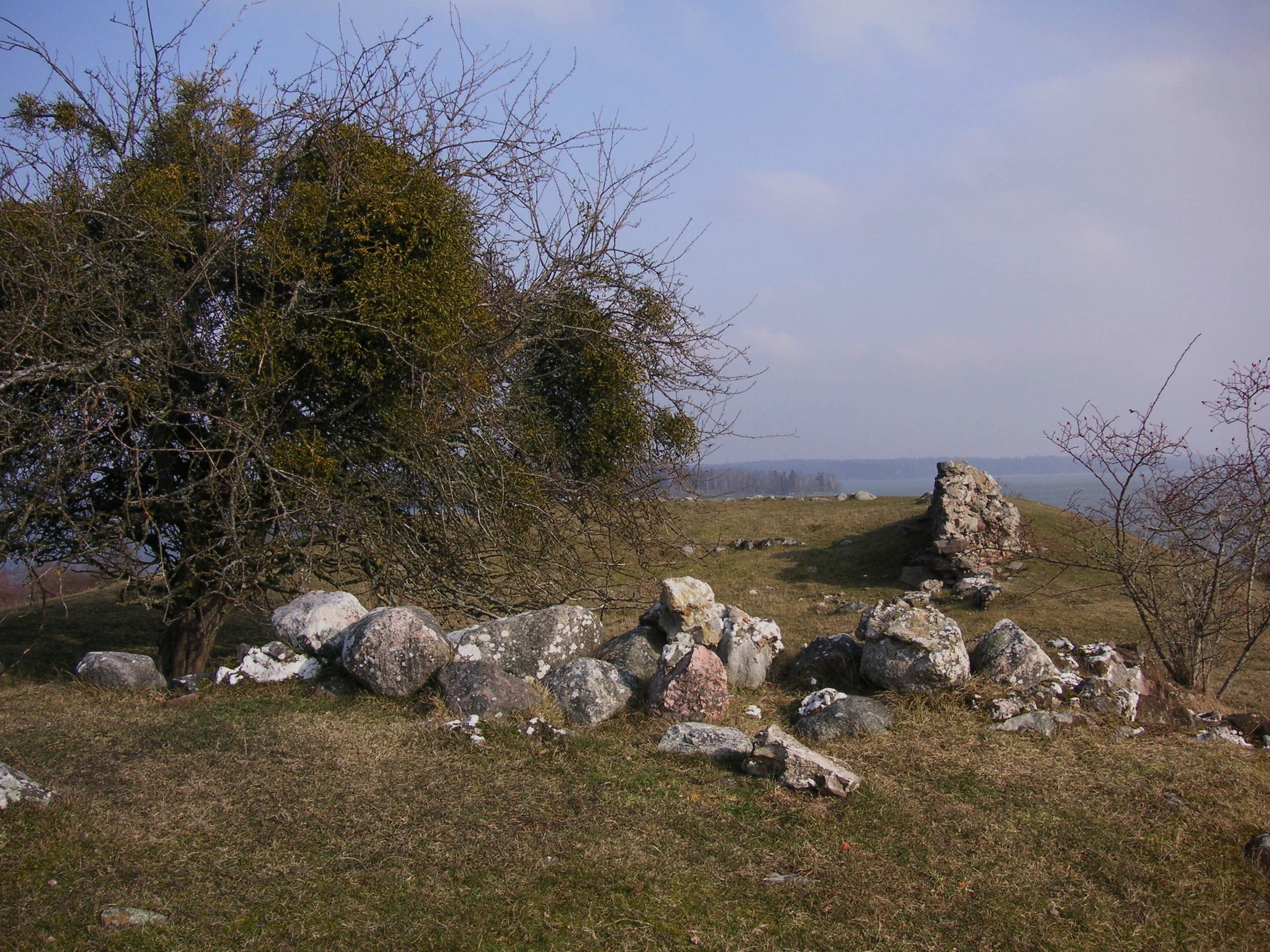
Alsnö hus, Ruinen auf Adelsön
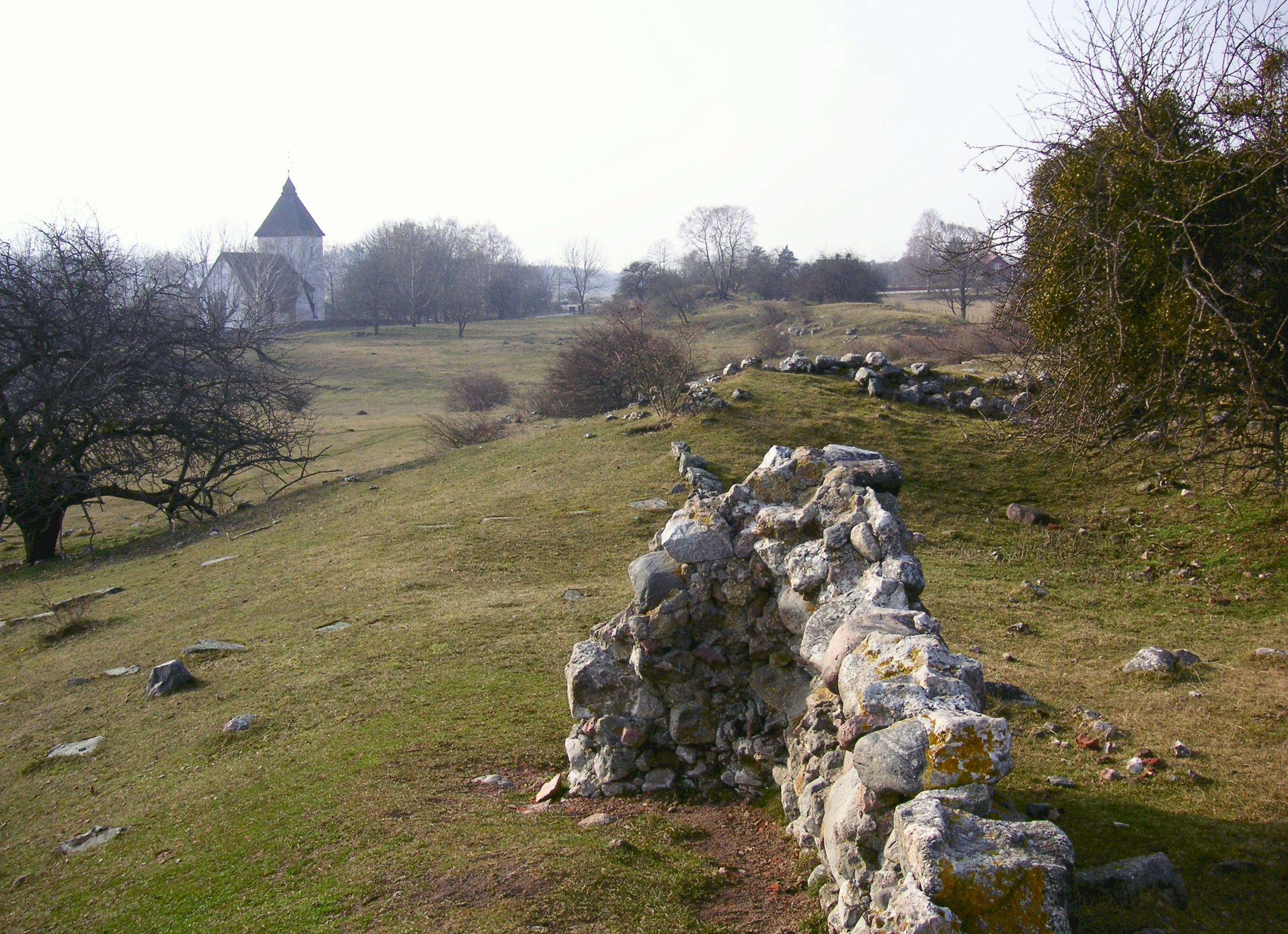
Alsnö hus, Ruinen und Adelsö kyrka
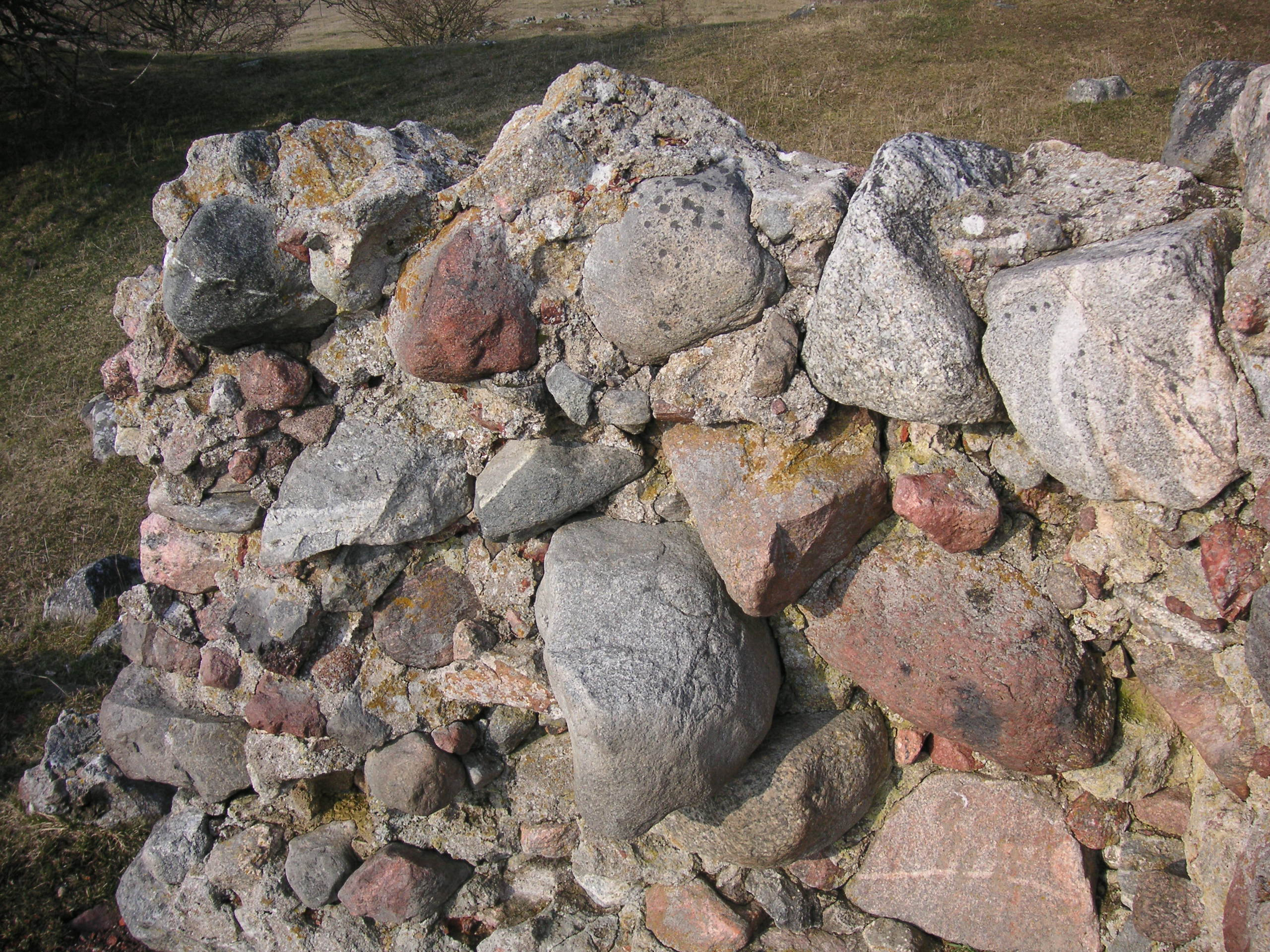
Alsnö hus, Mauerreste der Grundmauern
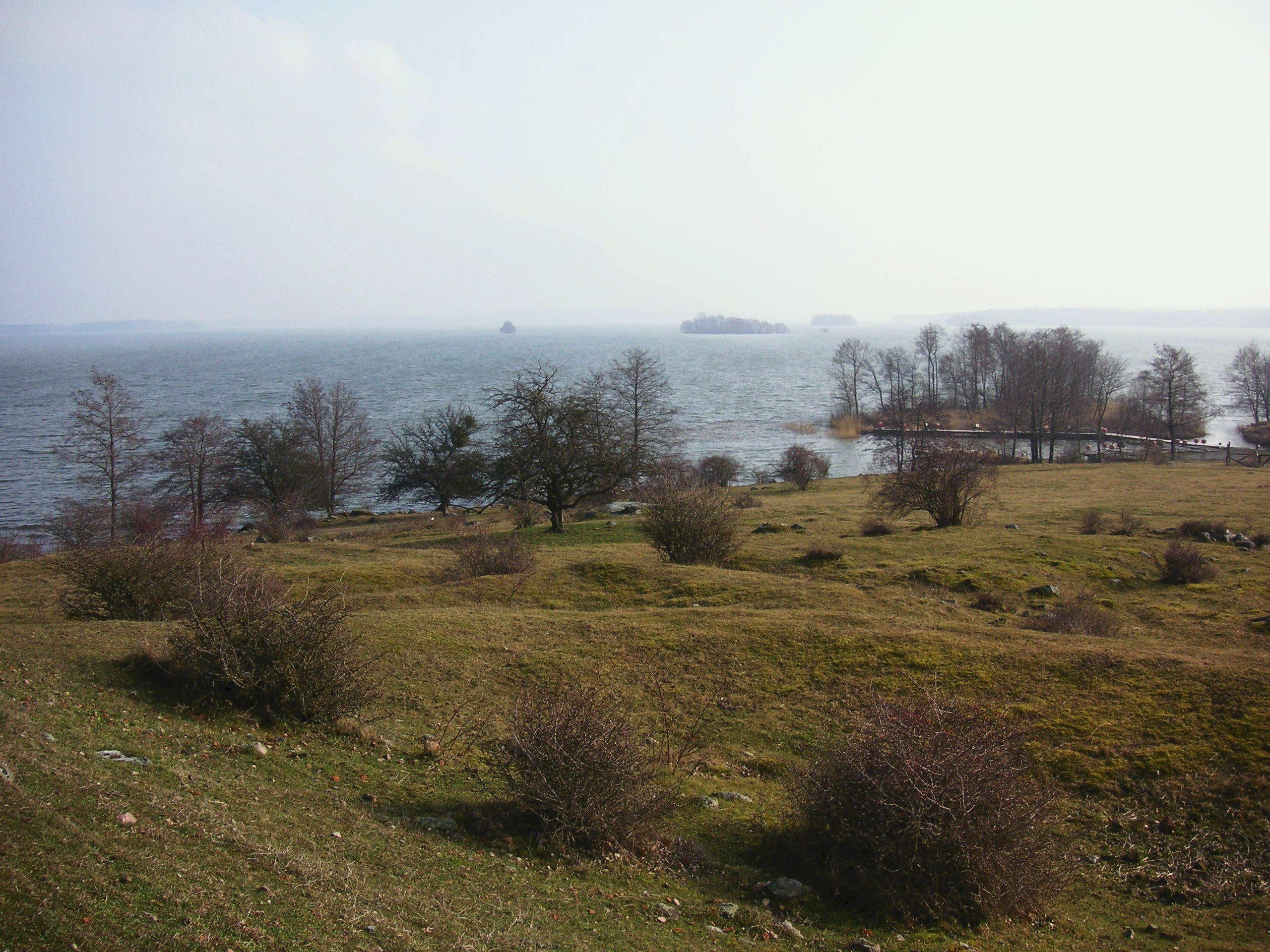
Aussicht mit Björkö rechts im Hintergrund